# 陈文坚
陈文坚（1996年5月13日—）是一名越南足球运动员，司职后卫。目前效力于越南足球甲級聯賽俱乐部河内FC，也代表越南國家足球隊。

## 荣誉

### 俱乐部
西贡FC
- 越南乙级足球联赛冠军：2015

河内
- 越南足球甲級聯賽冠军：2016、2018、2019、2022
  - 亚军：2020
- 越南盃冠军：2019、2020、2022
  - 亚军：2016
- 越南超級盃冠军：2019、2020、2021
  - 亚军：2016、2017

### 国家队
越南
- 泰王杯亚军：2019